# Klövtjärnen, Medelpad
Klövtjärnen är en sjö i Sundsvalls kommun i Medelpad och ingår i Harmångersåns huvudavrinningsområde.